# (39525) 1989 TR2
1989 تي أر 2 (ويعرف أيضًا باسم (39525) 1989 تي أر 2 وفق تسمية الكوكب الصغير) (بالإنجليزية: 1989 TR2)‏ هو كويكب ضمن حزام الكويكبات؛ وترتيبه 39525 من حيث الاكتشاف.
اكتُشف هذا الجُرم الفلكي بواسطة شيلت جون بوبي في 3 أكتوبر 1989.

## وصلات خارجية
- (39525) 1989 TR2 في قاعدة بيانات مختبر الدفع النفاث لأجرام النظام الشمسي الصغيرة

- الاكتشاف · مخطط المدار ·  العناصر المدارية · المعلمات المادية

- (39525) 1989 TR2 على موقع ويكي سكاي: DSS2, SDSS, GALEX, IRAS, Hydrogen α, X-Ray, Astrophoto, Sky Map, Articles and images